# Preußens Gloria
Preußens Gloria, Armeemarschsammlung II, 240, é uma marcha militar bem conhecida do século XIX, composta por Johann Gottfried Piefke (1817–1884).

## História
"Preußens Gloria" ("A Glória da Prússia" ou "Glória da Prússia") foi escrita em 1871, após a vitória do Reino da Prússia na Guerra franco-prussiana, que levou à unificação dos Estados alemães para o novo Império Alemão liderado pela Prússia. Como parte do desfile da vitória das tropas que retornaram, a marcha foi realizada pela primeira vez em público em Frankfurt (Oder), onde a guarnição de Piefke estava estacionada.
Como apenas Piefke a executou em ocasiões importantes, a marcha era desconhecida para um público mais amplo por um longo tempo. Em 1909, um manuscrito quase esquecido da música foi redescoberto e reformulado pelo inspetor musical do exército Prof. Grawert. Pouco tempo depois foi incluído na coleção de marchas do exército prussiano.
Hoje é uma das marchas mais conhecidas do exército alemão. Muitas vezes, é executada pela Bundeswehr em cerimônias oficiais e visitas de Estado. É também uma melodia padrão em muitas bandas militares internacionais. Dentro da Alemanha muitas vezes é interpretada por bandas não-profissionais, devido à sua popularidade. Também tem sido adotada por unidades em outros exércitos, por exemplo, o Primeiro Esquadrão, Honorável Companhia de Artilharia. A música é muitas vezes interpretada por bandas de marcha na Irlanda do Norte. Além disso, é tocada nos desfiles militares do Chile, executada pelo Exército do Chile.
No final do episódio 3 de The World at War, a Queda da França, esta é a música que é tocada sob o noticiário de metragem da parada da vitória alemã debaixo do Champs-Élysées.